# Radstadtské Taury
Radstadtské Taury jsou pohoří geograficky se řadící do celku Nízké Taury, ve spolkové republice Salcbursko v Rakousku. Nejvyšším vrcholem je Weißeck (2711 m).

## Poloha
Radstadtské Taury jsou na východě odděleny od sousedních, vyšších Schladmingských Taur údolími řek Severní (Pongauský) Taurach a Jižní (Lungauský) Taurach, mezi nimiž se nachází sedlo Obertauern (1739 m). Údolími a sedlem prochází horská silnice č. 99 spojující města Radstädt a Sankt Michael im Lungau. Severní hranici pohoří tvoří počátek údolí řeky Enns, která zde pramení a směřuje na východ, a údolí potoka Fritzbach, který směřuje na západ. Na západě pohoří zčásti sousedí s Dientenskými vrchy, od kterých je odděleno údolím řeky Salzach. Na jihozápadě a jihu pak je údolími potoka Grossarlbach a řeky Mury odděleno od zaledněných Vysokých Taur.

## Charakteristika
Radstadské Taury jsou nejzápadnější skupinou Nízkých Taur. Toto horstvo se vyznačuje drsnějším charakterem klimatu a tvoří jakýsi přirozený přechod nižší severovýchodní části Alp k navazujícím, mnohem vyšším Vysokým Taurám (skupina Hafner na jihu a skupina Ankogel na západě a jihozápadě). Nejvyšší vrchol Weiseck (2711 m) leží ve výrazné rozsoše v jižní části pohoří.

## Vrcholy
- Weißeck (2711 m)
- Hochfeind (2687 m)
- Mosermandl (2680 m)
- Faulkogel (2654 m)
- Weisseneck (2653 m)
- Kraxenkogel (2436 m)
- Steinfeldspize (2344 m)
- Strimskogel (2139 m)

## Vodopis
Pohoří je poměrně bohaté na jezera a menší plesa, ležící vysoko v horách. Zřejmě nejvýznamnějšími vodními plochami oblasti jsou jezera Schlierer Almsee (1490 m) ležící v dolině Riedingtal pod jižní stěnou hory Mosermandl (2680 m), Zauchensee (1339 m) ležící na konci doliny Zauchental a divoké Tappenkarsee (1762 m) v jižní části pohoří. Další, menší jezera jsou Zaunersee, Essersee, Jäggersee, Neukarsee, Blausee, Wildsee, Fuchssee, Steinsee aj. Pod jihovýchodní stěnou hory Kraxenkogel (2436 m) se nachází, ve výšce 1735 m, pramen významné rakouské řeky Enns.

## Turismus
Jistě nejvýznamnějším turistickým centrem hor je zimní středisko Obertauern (1739 m), kde se nachází celé soustavy lanovek a lyžařských vleků, množství sjezdových tratí, ale i hotelů, penzionů a řada atrakcí (squash, golf atd.). Obertauern nabízí také další sportovní možnosti jako je např. 18 km upravených běžeckých stop a hustou síť turistických značených cest.
Opěrnými body pro výstupy na místní vrcholy jsou město Wagrain (sever území, oblast Kleinarl), údolí Zederhaustal (jihovýchod území, hřeben Hochfeind - Weisseneck), zimní středisko u jezera Zauchensee (sever území, oblast Steinfeldspitze, Strimskogel). Údolí Riedingtal umožňuje přístup k vrcholům Mosermandl a Weißeck v jižní části pohoří.

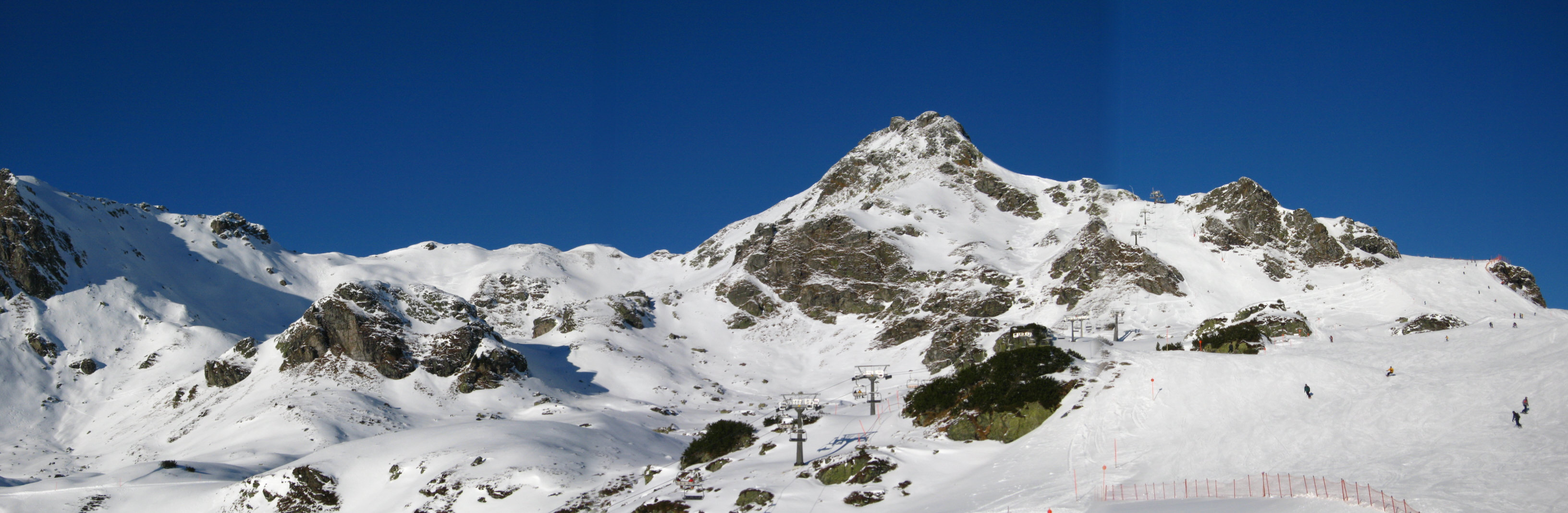
Panorama Obertauern